# Condition des femmes au Pakistan

La condition des femmes au Pakistan varie considérablement selon les classes sociales, les régions et la division ville/campagne due à un développement socio-économique inégal ainsi que l'impact des structures sociales tribales, féodales ou capitalistes sur la vie des femmes. Les femmes pakistanaises d'aujourd'hui ont un meilleur statut que par le passé. Cependant, en moyenne, la situation des femmes vis-à-vis des hommes est systématiquement une subordination du genre,. Grâce à une prise de conscience accrue parmi la population, l'accès à l'éducation pour les femmes pakistanaises a augmenté ces dernières années. En 2014, le forum économique mondial classe le Pakistan comme le second pire pays dans le monde pour l'égalité des sexes,.
Certains groupes religieux ont travaillé avec d'autres membres de la société civile pour dénoncer les violences envers les femmes, notamment le All Pakistan Ulema Council.

## Histoire

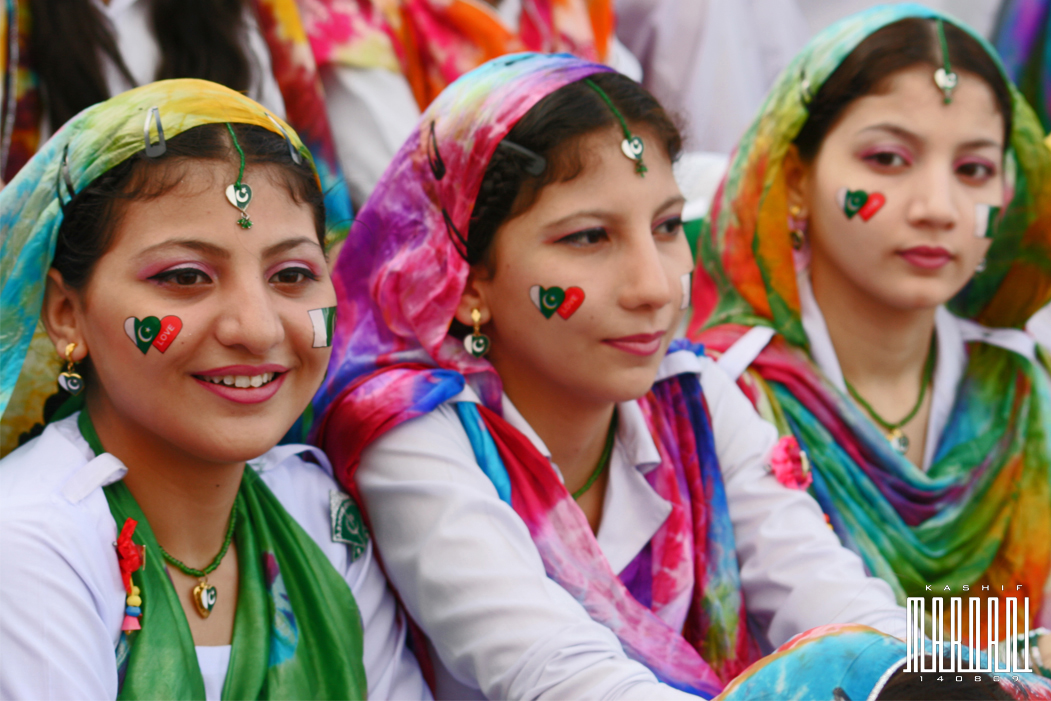
3 écolières célébrant la Fête de l'Indépendance au Mazar-e-Quaid de Karachi, avec des voiles colorés, du maquillage aux couleurs du Pakistan et des bijoux.

Historiquement, au XIXe siècle, bien que l'on trouve des femmes musulmanes chefs d'État comme dans l'État de Bhopal et en d'autres endroits, les mouvements féministes au sein de la communauté musulmane d'Asie du Sud ont essayé de contrer la violence sociale envers les femmes musulmanes provenant de la coutume du purdah (où les femmes sont isolées du contact social, principalement avec les hommes). 
D'autres réformateurs musulmans comme Syed Ahmad Khan travaillent à l'éducation des femmes, à la limitation de la polygamie et à leur donner de l'autonomie à travers l'éducation. Le fondateur du Pakistan, Muhammad Ali Jinnah, est connu pour son attitude positive envers les femmes. Après l'indépendance du Pakistan, des groupes de femmes et les organisations féministes lancées par des dirigeants importants comme Fatima Jinnah travaillent à l'élimination des injustices socio-économiques contre les femmes dans le pays.
Jinnah remarque que les dirigeantes musulmanes de tous horizons ont activement soutenu le mouvement pour le Pakistan dans les années 1940. Leur mouvement était mené par les femmes ou proches de dirigeants politiques. Les femmes ont organisé quelquefois des grandes manifestations. Avant 1947 il y a une tendance chez les femmes du Pendjab de voter Ligue musulmane alors que leur maris votent pour le Parti Unioniste.
De nombreuses musulmanes ont soutenu le Quit India Movement du Congrès national indien. Certaines comme Syeda Safia Begum de Lahore lancent la première école anglaise pour les enfants musulmans dans le quartier de Muslim Town en 1935. Les femmes pakistanaises obtiennent l’éligibilité et le droit de vote en 1947 sous la Pakistan Ordinance et exercent concrètement ce droit lors des premières élections en 1970. 
Sous le régime de Muhammad Zia-ul-Haq, les conditions et les droits des femmes se dégradent très nettement, sous l'effet d'une politique d'islamisation. Les ordonnances Hudood en 1979 interdisent notamment les relations hors-mariages ainsi que l'adultère et une femme victime de viol peut être poursuivie pour ces motifs, à moins qu'elle n'apporte quatre témoignages masculins pour prouver le contraire. 
Si la peine de lapidation pour adultère n'a jamais été officiellement appliquée, ces lois rendent quasiment impossible dans la pratique les poursuites pour viol. La loi de protection des femmes de 2006 revient cependant sur plusieurs de ces dispositions : le viol peut être prouvé par tout moyen, les mariages forcés sont interdits et la peine de lapidation est remplacée par une peine de prison de cinq ans maximum.

## Pratiques

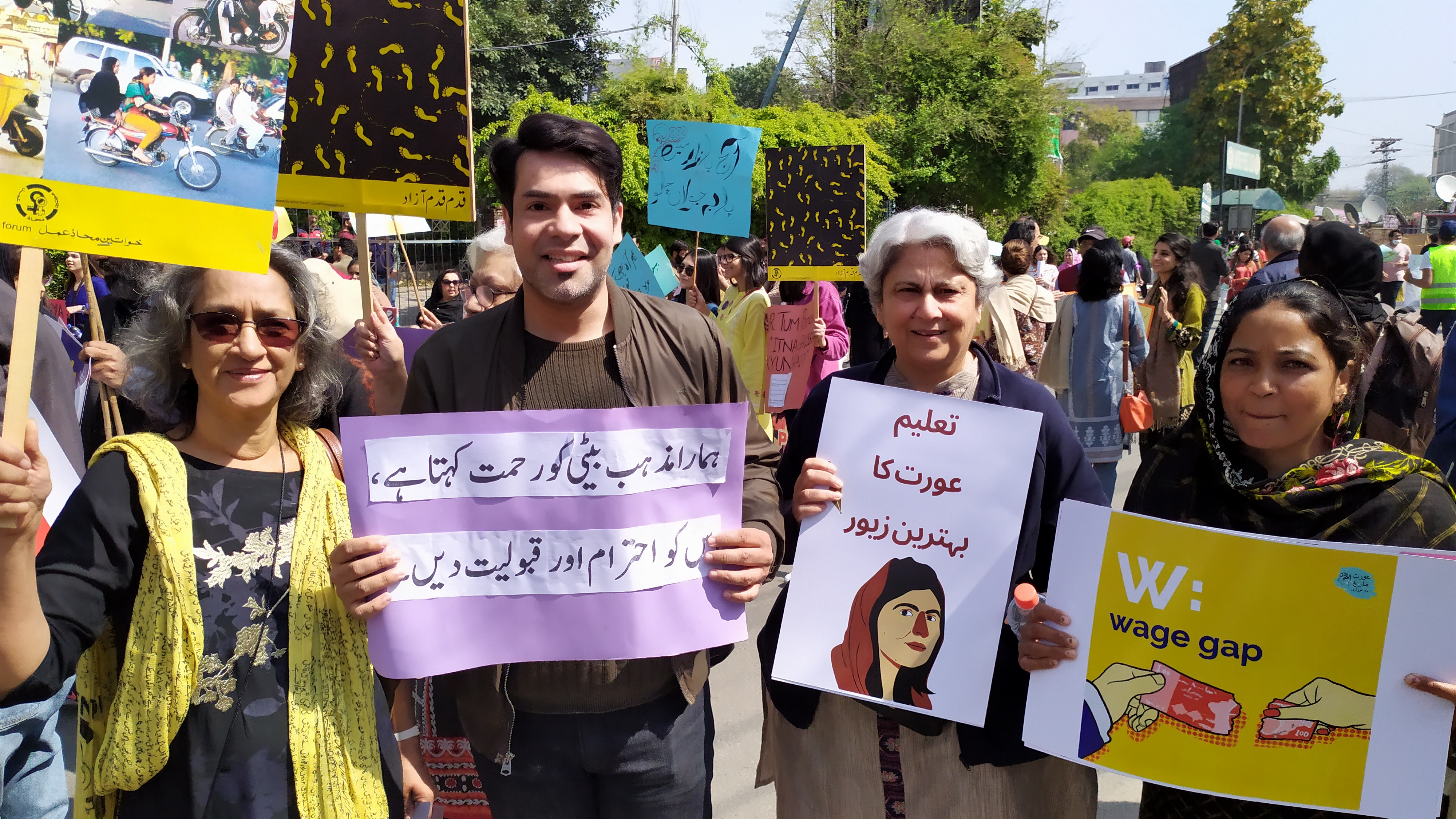
Marche Aurat en faveur des droits des femmes, en mars 2020.

Purdah
Les règles du Purdah sont suivies par de nombreuses communautés au Pakistan. Il est pratiqué de différentes façons, en fonction de la tradition familiale, de la région, des classes, ou du lieu (rural ou urbain).
Mariage infantile/ (Vani)
Bien que le Child Marriages Restraint Act interdit de marier les filles de moins de 16 ans, des cas de mariage infantiles sont signalés. Le Vani est une coutume de mariage infantile suivie dans les zones tribales et la province du Pendjab. Les jeunes filles sont mariées de force pour résoudre les querelles entre clans ; le Vani peut être évité si le clan de la fille accepte de payer les autres clans, ce qu'on appelle Deet. Le Swara, Pait likkhi et Addo Baddo sont des coutumes tribales et rurales similaires qui promeut le mariage au début de l'adolescence. Dans un cas extrême en 2012, le Jirga dans le village d'Ashari (Swat) a ordonné que Roza Bibi, une fillette de six ans, devait être mariée à une famille rivale  pour mettre fin à une dispute.
Watta satta
Le Watta satta est une coutume tribale dans laquelle la reproduction est négociée entre deux clans. Pour que quelqu'un marie son fils, il doit avoir aussi une fille à marier en retour. S'il n'y a pas de sœur à échanger en retour de l'épouse du fils, une cousine, ou une cousine germaine fait aussi l'affaire. Même si la loi islamique demande que les partenaires consentent explicitement au mariage, les femmes sont souvent forcées dans les mariages arrangés par leurs parents ou chefs de tribus.
Crime d'honneur
La majeure partie des victimes de crime d'honneur sont des femmes et les peines infligées ont souvent tendance à être indulgentes. La pratique de tuer sommairement une personne suspectée de liaison illicite est connue sous le nom de karo kari au Sind et au Baloutchistan. En décembre 2004, le gouvernement passe un décret qui rend cette pratique punissable sous les mêmes dispositions pénales que le meurtre. De nombreux cas de crimes d'honneur sont signalés à propos de femmes qui se marient contre la volonté de leur famille, qui divorcent ou qui ont été violées.
Selon la Commission des droits de l'homme du Pakistan (HRCP), en 2007, on a recensé 636 femmes mortes d'un crime d'honneur. Selon la même commission, le nombre de femmes tuées pour crime d'honneur est de 675 pour les neuf premiers mois de 2011. 
Pour Lucie Peytermann, le motif d'honneur ne serait souvent qu'« un prétexte pour régler des différends familiaux, de voisinage, d’argent. » En dépit des nouvelles lois, ces meurtres restent largement impunis, considérés comme des affaires privées. La loi, en permettant que ces crimes puissent être « pardonnés » par d'autres membres de la famille, contribue à cette impunité. 
En 2016, l'assassinat de la chanteuse et blogueuse Qandeel Baloch par son frère relance les débats sur les crimes d'honneur dans le pays,,.
Mariage au Coran
Dans certaines parties du Sind, la pratique de marier une femme au Coran est présente parmi les propriétaires terriens, bien que cette pratique soit étrangère à l'Islam et n'ait pas de base religieuse. Cette pratique est souvent utilisée par les hommes pour garder ou récupérer les terres de leurs sœurs ou filles.

## Culture
Bien que l'habillage des femmes varie en fonction des régions, classes ou évènements, le salwar kameez est le principal vêtement porté par les femmes pakistanaises. Les Ghararas (une jupe-culotte ample portée avec un chemisier) et lehengas étaient autrefois courants, mais ils sont désormais portés principalement lors des mariages.
Peu de femmes pakistanaises portent le hijab ou burqa en public et la façon de se couvrir varie. Elles portent plutôt le dupatta ou le tchador.
Le sari est une robe formelle portée dans certaines occasions par certaines femmes citadines. La campagne d'islamisation sous la dictature du général Zia-ul-Haq a dénoncé le sari comme étant « anti-islamique ». Le sari est aujourd'hui de retour dans les milieux aisés. Les vêtements occidentaux comme les t-shirts et jeans sont courants chez les jeunes citadines.

## Développement économique et éducation
Au Pakistan, l'accès des femmes à la propriété, l'éducation, l'emploi etc. reste considérablement plus faible que les hommes. Le contexte social et culturel de la société pakistanaise est essentiellement patriarcal. Les femmes ont un faible taux de participation à la vie sociale en dehors de la famille.

### Éducation

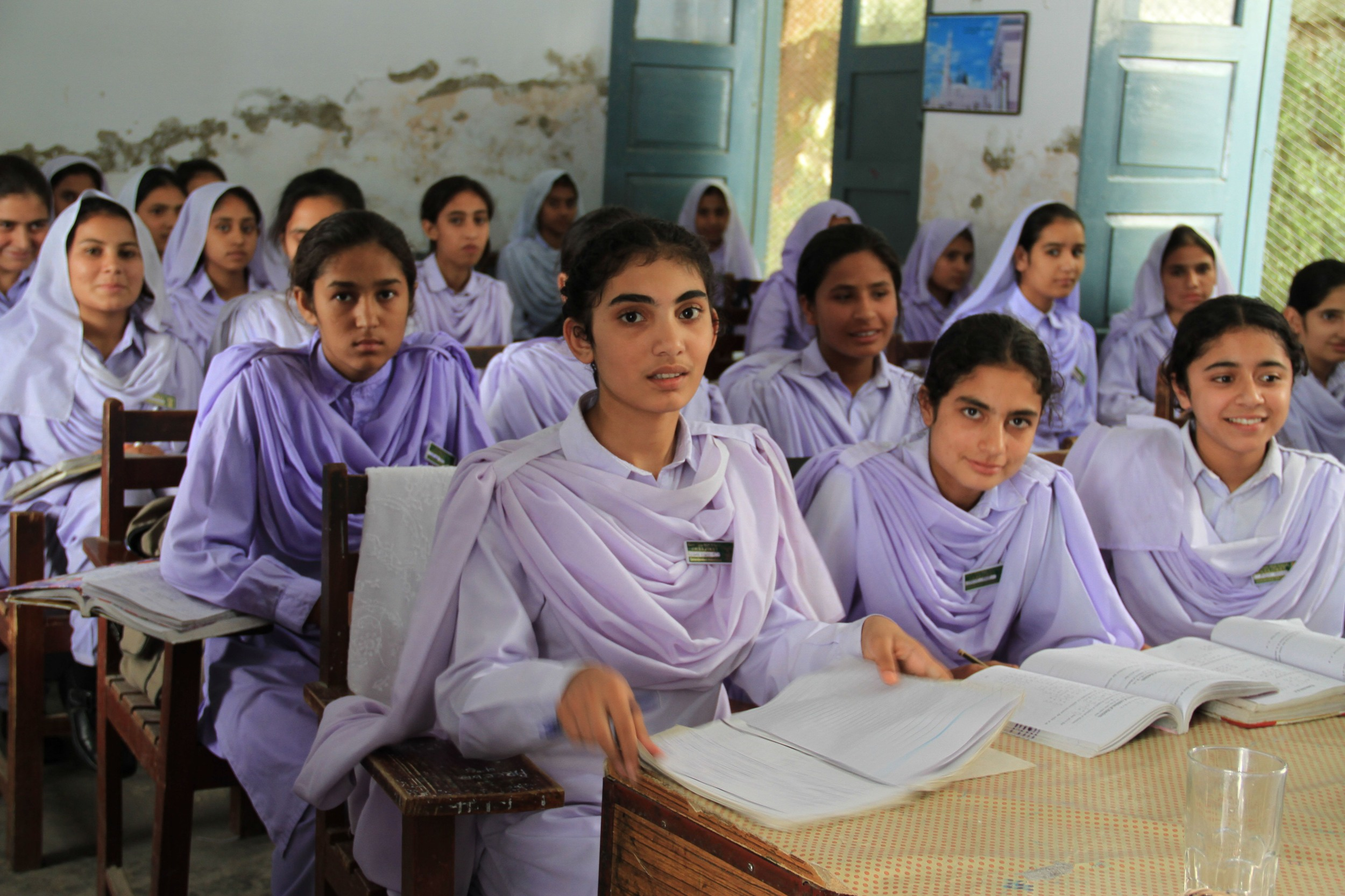
Des écolières pakistanaises dans le Khyber Pakhtunkhwa.

Malgré l'amélioration du taux d'alphabétisme du Pakistan depuis son indépendance, le niveau scolaire des femmes pakistanaises est l'un des plus faibles du monde. Le taux d'alphabétisme des femmes en ville est cinq fois plus élevé que le taux pour les femmes à la campagne. Le taux d'alphabétisme est toujours plus bas pour les femmes que pour les hommes : 45,8 % pour les femmes, contre 69,5 % pour les hommes (âgés de 15 ans ou plus, données de 2015).
Le taux d'abandon scolaire parmi les filles est très élevé (environ 50 %), alors que les résultats scolaires des étudiantes sont plus élevés que les étudiants dans les différents niveaux d'éducation. C'était du moins le cas il y a quelques années, toutefois une amélioration significative est apparue rapidement. Dans la ville de Lahore, pour 46 lycées publics, 26 d'entre eux sont réservés aux filles, 6 aux garçons et les 20 restants sont mixtes. De façon similaire les universités publiques recrutent plus de filles que de garçons.
L'UNESCO et Mobilink ont utilisé les téléphones mobiles pour éduquer les femmes et améliorer leur degré d'alphabétisation depuis le 4 juillet 2010. L'antenne de la BUNYAD Foundation à Lahore et le travail de l'ONU via le Cadre d'action de Dakar pour l'Éducation pour tous aident également à lutter contre ce problème.

### Emploi
L'organisation de l'emploi des femmes varie dans le monde musulman : en 2005, 16 % des femmes pakistanaises étaient actives économiquement (soit employées, ou disponible pour l'emploi), quand 52 % des femmes indonésiennes l'étaient.

#### En tant que main-d’œuvre
Bien que les femmes jouent un rôle actif dans l'économie du Pakistan, leur contribution a été extrêmement sous-reportée dans certains recensements et sondages. Le sondage sur la main-d’œuvre de 1991-92 révèle que seulement 16 % des femmes de 10 ans et plus participaient à la main-d’œuvre. Les rapports de la Banque mondiale en 1997 indiquent que les femmes constituent 28 % de la population active. Selon le rapport de 1999 du Comité des Droits de l'Homme au Pakistan, seuls 2 % des femmes pakistanaises participent au secteur formel de l'emploi. Cependant, le recensement agricole de 1980 indique que le taux de participation des femmes à l'agriculture est de 73 %. Le sondage sur les ménages intégrés de 1990-1991 montre que le taux de participation à la main-d’œuvre des femmes est de 45 % dans les zones rurales et de 17 % dans les zones urbaines. Les femmes pakistanaises jouent un rôle majeur dans la production agricole, l'élevage et l'artisanat.

#### Militaire

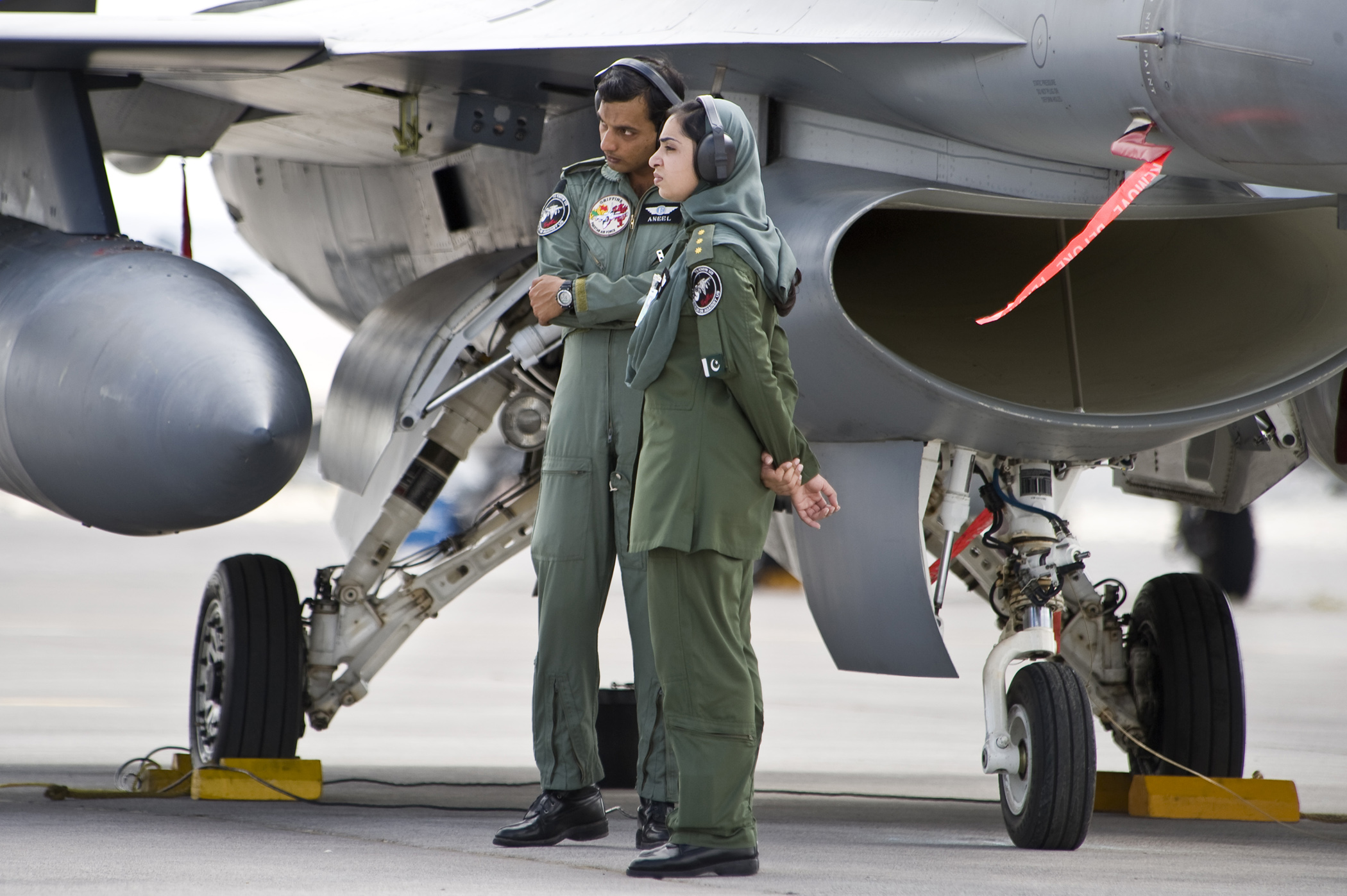
Femme membre de la Pakistan Air Force.

Les femmes font partie de l'armée pakistanaise depuis 1947, année de la création du Pakistan. Elles sont aujourd'hui environ 4000 à servir les forces armées pakistanaises,,, En 2006, la première femme pilote de chasse rejoint une mission de combat aérien des forces armées,.
La Marine pakistanaise interdit aux femmes de servir en missions de combat notamment sous le commandement des forces sous-marines, alors celles-ci sont employées dans les opérations de logistique, dans la formation et les travaux administratifs, en particulier dans les QG régionaux et central. On estime le nombre de femmes servant dans l'armée autour de 4000 et ce nombre est en augmentation depuis 2008.

### Terres et droits de propriété
Près de 90 % des ménages pakistanais sont dirigés par des hommes et la plupart des foyers dirigés par les femmes font partie de la classe pauvre de la société.
Les femmes n'ont pas la possession des richesses. En dépit du droit des femmes de posséder et d'hériter des propriétés de leurs familles, peu de femmes ont l'accès et le contrôle de ces ressources.

### Mariage forcé
En 2024, les mariages forcés au Pakistan sont en hausse en raison des catastrophes naturelles liées au changement climatique. De nombreuses familles perdant leurs terres à la suite de moussons forcent leurs filles, souvent mineures, à se marier afin d'obtenir une dot et de pouvoir survivre. Le mariage d'enfants, bien que considéré comme un crime au Pakistan, persiste en raison de la non-application des lois.

## Autres éléments

### Code vestimentaire

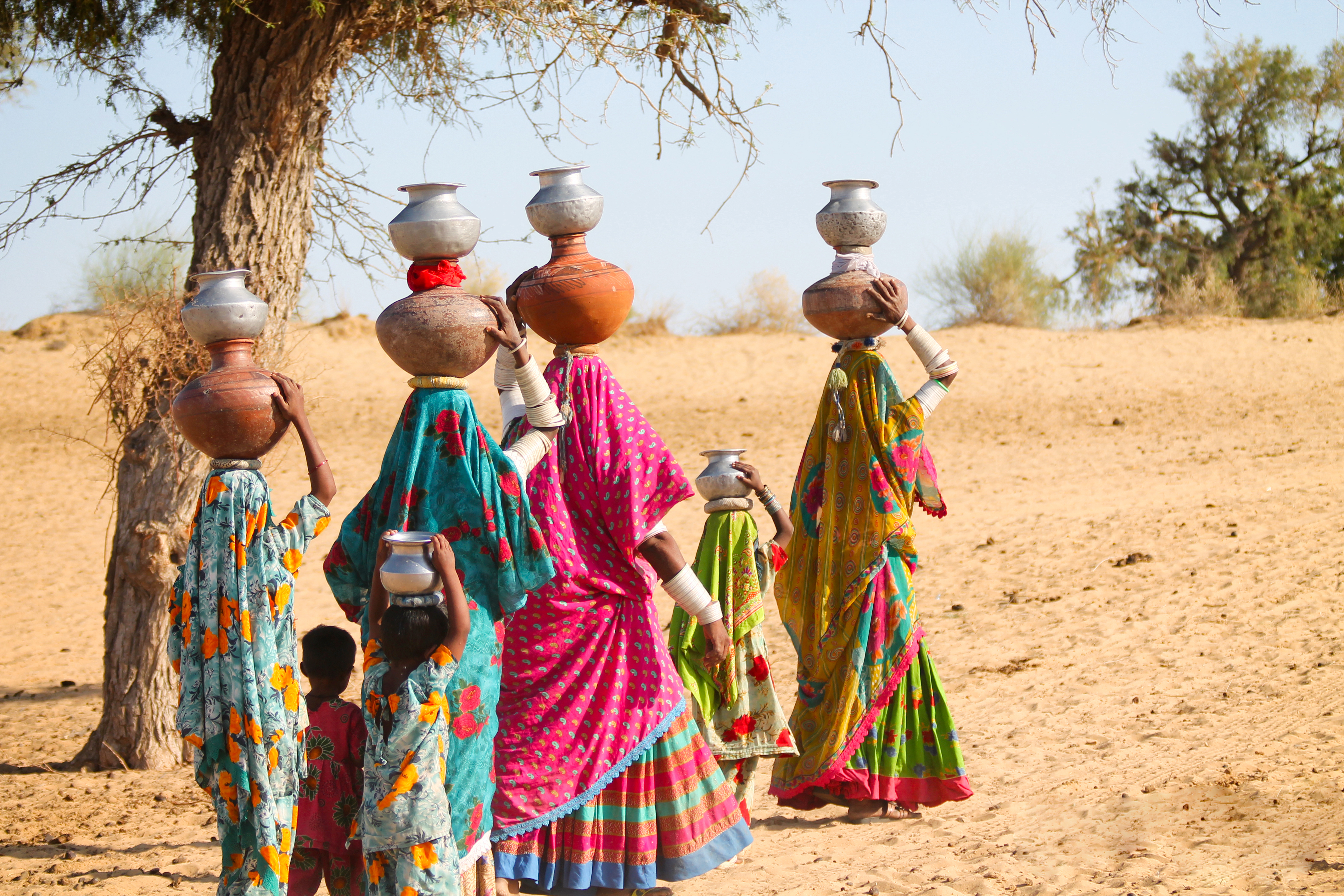
Femmes dans le district de Tharparkar.

Le Pakistan n'a pas de loi obligeant un quelconque vêtement pour les femmes, mais très peu ne portent aucun voile. Des sondages conduits au Pakistan montrent que la plupart des femmes qui portent le hijab déclarent en avoir fait le choix,. La plupart des femmes portent le salwar kameez, un ensemble formé d'une tunique et d'un pantalon ample qui couvre le corps, les jambes et les bras. Une écharpe relâchée (dupatta) est aussi portée autour des épaules, le haut du torse et la tête car montrer ses cheveux est considéré comme grossier et de mauvais goût. Les hommes ont un code vestimentaire similaire, mais seules les femmes sont censées porter le voile en public,. Le hijab et la burqa sont surtout portés dans les milieux les plus conservateurs.

### Rôle du genre
Le Pakistan est une société patriarcale où les hommes sont les figures principales de l'autorité et les femmes sont subordonnées. Le genre est l'une des bases de l'organisation sociale du Pakistan. Les valeurs patriarcales présentes dans les traditions locales, religieuses et culturelles prédéterminent la valeur sociale du genre. L'islam influence lourdement les rôles de chaque genre en particulier. Une division artificielle entre production et reproduction, créée par l'idéologie de la division sexuelle du travail, ont placé la femme dans un rôle reproductif en tant que mères et femmes dans l'enceinte privée du foyer et les hommes dans le rôle de gagne-pain dans l'enceinte publique.
Selon les standards pakistanais, la femme « idéale » peut être éduquée ou non et est censée être généreuse, calme, tolérante, empathique, sur laquelle on peut compter, capable d'organiser, de coordonner et maintenir l'hospitalité au sein de la maison et de garder de bonnes relations. Elles sont censées également faire les corvées, prendre soin des enfants, maris et parents et, si nécessaire, fournir au foyer un revenu externe. Aussi, on attend d'elles de se marier à un homme du choix des parents, de suivre le code vestimentaire de l'islam et de sacrifier leurs propres rêves.

## Femmes célèbres
- Benazir Bhutto, femme politique ;
- Qandeel Baloch, blogueuse ;
- Sonya Barlow, entrepreneuse ;
- Nighat Dad, avocate et militante féministe ;
- Ayesha Farooq, pilote de chasse ;
- Zaib-un-Nissa Hamidullah, première femme chroniqueur, rédactrice en chef et analyste politique de son pays ;
- Malala Yousafzai, écolière et militante des droits des femmes, Prix Nobel de la paix en 2014 ;
- Shehla Zia, avocate militante des droits des femmes au Pakistan.